# サフラジェット

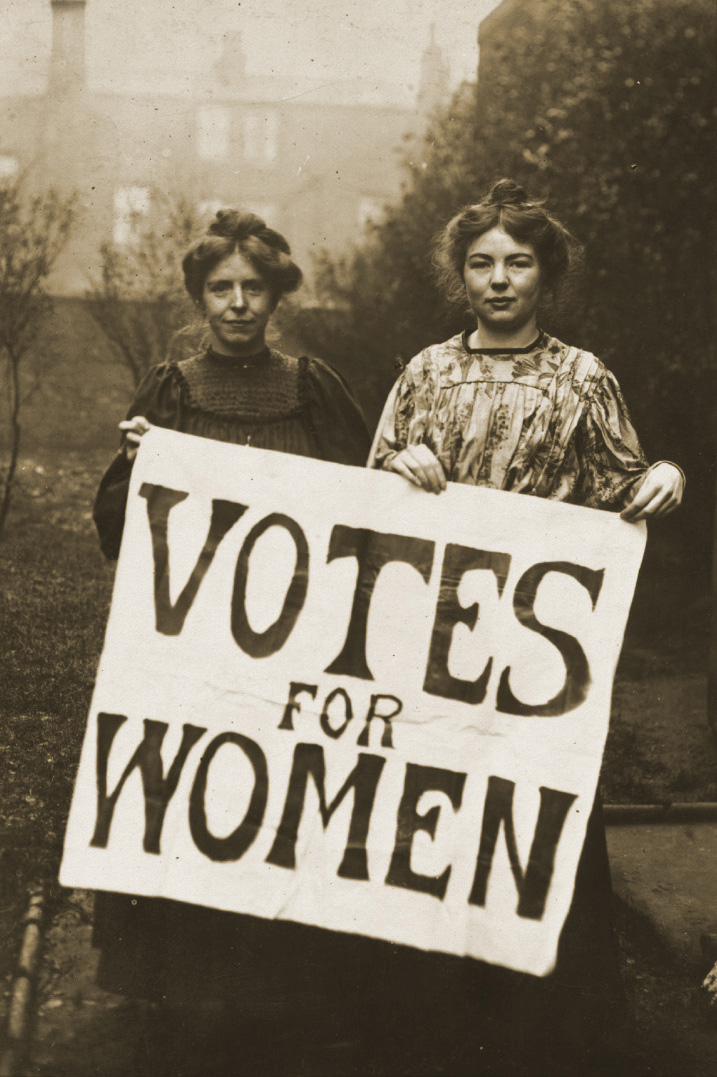
アニー・ケネディとクリスタベル・パンクハーストは女性社会政治連合(Women's Social and Political Union、 WSPU)メンバーとして暴力的な戦略にも訴えた。

サフラジェット (英語: Suffragettes) は19世紀末から20世紀初頭にかけて、「参政権」(英語: Suffrage)、つまり選挙で投票する権利を女性にも与えるよう主張する女性団体のメンバーだった人々を指す。イギリスではとりわけ女性政治社会連合 (Women's Social and Political Union、 WSPU)のメンバーのような好戦的な人々を指すことが多い。より一般に女性参政権運動のメンバーを指す表現は「サフラジスト」(英語で"Suffragist")。
「サフラジェット」("suffragette")という言葉は、とくにエメリン・パンクハーストとクリスタベル・パンクハーストに率いられたイギリスのWSPUの活動家を指す。この2人はハンガー・ストライキなどロシアの抵抗運動家の手法に影響を受けていた。アメリカ合衆国では21歳以上の白人女性は1869年からワイオミング州の西部で、1870年からはユタ州でも投票できるようになっていた。マン島では1881年に財産を持つ女性が議会選挙で投票する権利を獲得していた一方、ニュージーランドでは1893年に21歳以上の女性が議会選挙で投票できるようになり、全ての女性に選挙権を与えた初めての自治政府を持つ国となった。南オーストラリアの女性は1895年に平等な権利を獲得し、はじめて議会に立候補する権利を得るようになった。しかし、1903年になってもイギリスの女性には参政権がなかった。エメリン・パンクハーストは、この頃までに効果が見込まれるのならば運動を過激・戦闘的にすべきだと決意した。このキャンペーンはだんだん器物損壊やハンガー・ストライキを伴う苛烈なものになり、当局は収監や強制摂食によって対抗したが、1914年に第一次世界大戦が勃発したため一時休止状態となった。
1918年に、財産に関する特定の条件に満たした30歳以上のイギリス女性が投票権を獲得し、1928年には21歳以上の全ての女性に参政権が拡大された。歴史家の間では、サフラジェットの戦闘的な手法は大義の実現に効果があったのかなかったのかについて意見が分かれている。

## はじまり
当初、イギリスのサフラジェットの多くは社会的・経済的状況に不満を抱いていた上流階級かミドルクラス出身の女性であった。ジョン・スチュアート・ミルの『女性の解放』のような女性の権利を訴える著作とならんで、こうした女性たちの社会における変化を求める闘争から女性参政権を求めて戦う多数の女性の集団が生まれることとなった。ミルは1865年にイギリスの有権者に対して女性参政権を政策のひとつとして打ち出した。多数の男女がこの大義に賛同することとなった。
1897年に女性参政権協会全国連盟(National Union of Women's Suffrage Societies、NUWSS)が各地の女性参政権協会をまとめて設立された。この連盟を率いていたのはミリセント・フォーセットであり、法にかなったキャンペーン、リーフレットの発行、大会の組織、請願の提出などを信じて実行したが、ほとんど効果があがらなかった。1903年にエメリン・パンクハーストが新しい組織である女性政治社会連合 (Women's Social and Political Union、 WSPU)を結成した。エメリンは効果が見込まれるのならば過激・戦闘的な運動を行おうと考えていた。
「サフラジェット」("suffragette")という言葉はロンドンの『デイリー・メール』で働いていたジャーナリスト、チャールズ・E・ハンズが初めて用いた単語で、女性参政権運動の活動家、とくに女性政治社会連合 (Women's Social and Political Union、 WSPU)のような人を嘲笑的に指す言葉であった。しかしながらハンズが馬鹿にしようとした女性たちはこの言葉を活用することにし、"suffraGETtes"とgを固く強い音で発音して、自分たちは投票をしたいだけではなく、それを勝ち取る("get")つもりだという意味をこめてこの言葉を用いた。
サフラジェットはハンガー・ストライキなど過激な手法を用いることがあったが、これはツァーリズム下のロシアからイングランドに亡命してきた人々から学んだものであった。この当時の多くのサフラジストは戦闘的なサフラジェットは女性参政権の大義を傷つけていると主張しており、これ以来多数の歴史家がこのことに同意してきた。この時期に女性参政権運動に反対していた人々は、サフラジェットの運動を見て、女性が感情的すぎて男性のように論理的に考えられないということの証拠だと主張した。

## 20世紀初頭のイギリス

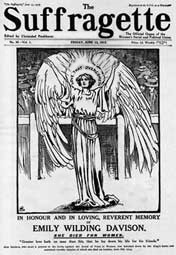
エミリー・デイヴィソンに捧げられた新聞『サフラジェット』(The Suffragette)記念号。

1909年から、WSPUは「パンク・ア・スキス」("Pank-A-Squith")というボードゲームを発売し、キャンペーンに関する啓発と資金集めを行おうとした。このボードゲームはらせんの形になっていて、プレイヤーはサフラジェットになり、家から議会までイギリス首相ハーバート・ヘンリー・アスキスと自由党政府の反対を克服してたどり着く。マンチェスターの民俗歴史博物館ではこの「パンク・ア・スキス」ボードゲームがメインギャラリーに展示されており、訪れた人はレプリカをプレーできる。
1912年はイギリスのサフラジェットにとっての転機となった。この年からサフラジェットたちは手すりに自分たちの体を鎖でつないだり、郵便ポストの中身に放火したり、窓を割ったり、時には爆弾を爆発させるなどのさらに戦闘的な手法に頼るようになった。1914年にはイギリス中で少なくとも7軒の教会が爆破・放火され、これには700年前に作られた即位の椅子の破壊を狙ったウェストミンスター寺院の爆破工作も含まれていたが、近くに爆弾があったにもかかわらず即位の椅子は軽い損傷だけですんだ。
サフラジェットのひとりであったエミリー・デイヴィソンは1913年6月4日、エプソムダービーで国王ジョージ5世の馬であるアンマーの下敷きになって死亡した。馬に「女性に参政権を」("Votes for Women")のバナーをピンでつけようとしていたという説もあるが、これについては議論がある。仲間のサフラジェットは多くが収監されたが、政府を脅すため食事を拒否した。アスキス率いる当時の自由党政府は、収監中に活動家に死なれては、それを同情する気持ちからサフラジェットを支持する者が増えてしまうとして、ハンガー・ストライキ実行者の健康に問題が出た場合は一時釈放し、健康回復とともに再収監できることを定めた「猫とねずみ法」(Cat and Mouse Act)や、拘束して鼻から強制的に栄養物を摂取させる方法で対抗した。
この時期の他の傑出したイギリスのサフラジェットとしてはパンジャーブ地方の王女であったソフィア・ドゥリープ・シングがいるが、その後70年にわたってその業績はほぼ忘れられていた。

### 収監

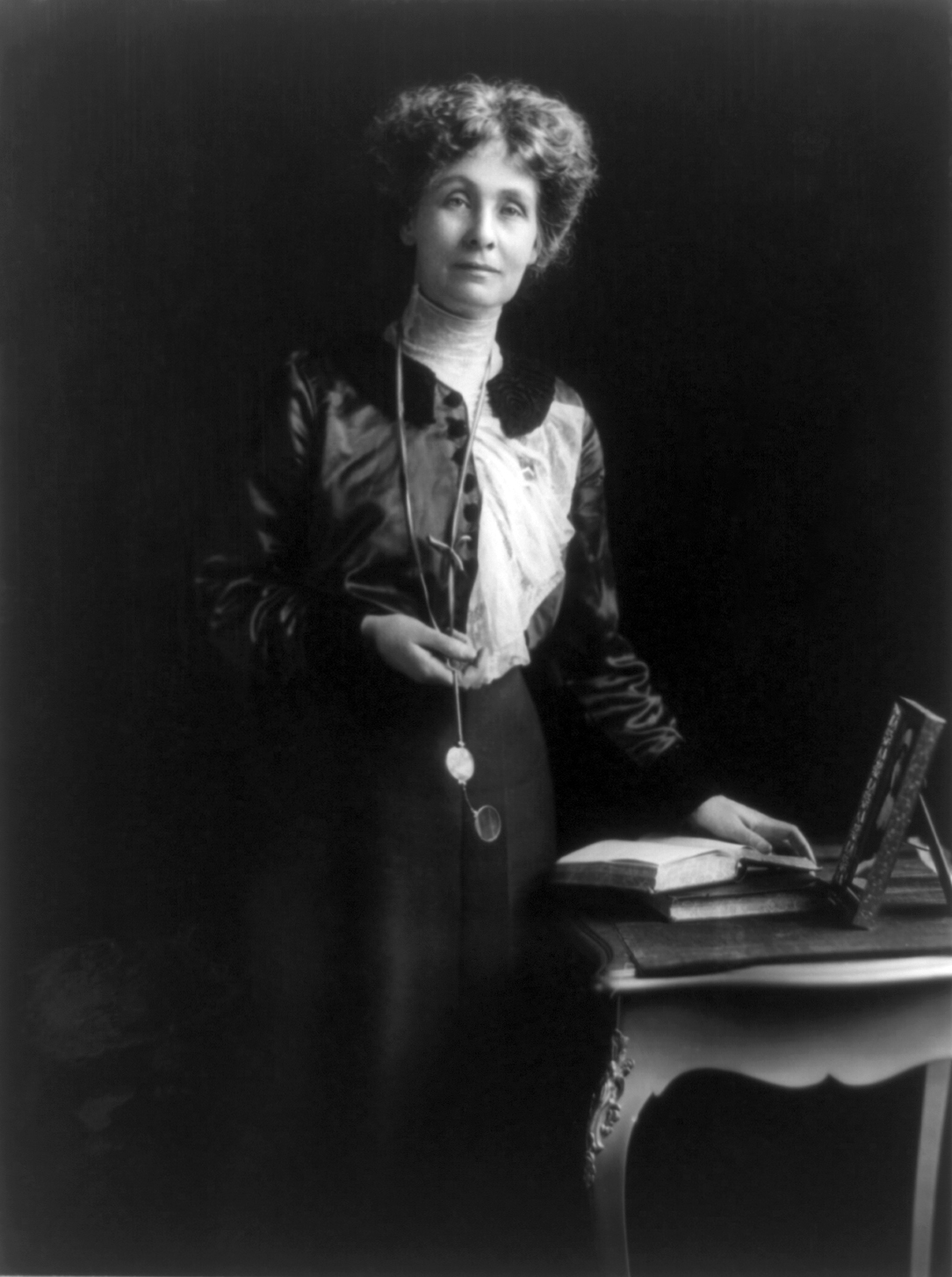
イギリスで最も著名なサフラジェット、エメリン・パンクハースト。

20世紀初頭から第一次世界大戦までの時期にイギリスでは1000人ほどのサフラジェットが収監された。初期の収監理由のほとんどは治安妨害や罰金未払いなどを理由とするものであった。最初に収監されたサフラジェットは、1905年10月に逮捕されたエメリン・パンクハーストの娘クリスタベル・パンクハーストとアニー・ケニーだった。収監されている間サフラジェットは政治犯として扱ってもらえるようロビー活動を行った。政治犯の分類になれば、サフラジェットは監獄システムにおいて第二類・第三類ではなく第一類となり、頻繁な面会許可や本・記事の執筆など、他の分類の囚人に許されていない自由を得ることができたのである。さまざまな裁判所の間で扱いが一定しなかったため、サフラジェットは必ずしも第一類になるとは限らず、第二類や第三類となってあまり自由を得られないこともあったのである。イギリスにおける大組織となったWSPUは好戦的なサフラジェットであるエメリン・パンクハーストの指揮下でロビー活動を続けていた。WSPUは収監されたサフラジェットが政治犯として認められるようキャンペーンを行った。しかしながらこのキャンペーンはほとんど成功しなかった。サフラジェットが政治犯となると安易に殉教者を作り出してしまうのではないかという恐れが存在していた。また、裁判所や内務省はサフラジェットが第一類の自由をWSPUのアジェンダを推し進めるために濫用していると考えていた。このため、サフラジェットは第二類、場合によっては第三類に分類され、結果的に何も特権は認められなかった。

### 放火、器物損壊、国内テロ

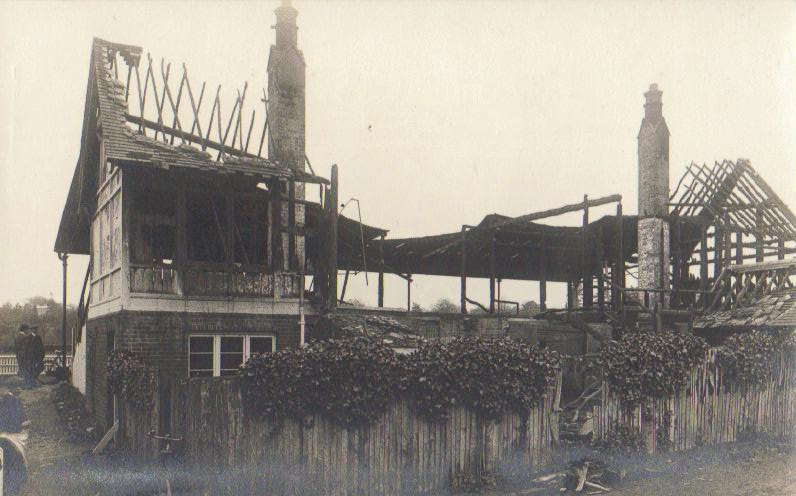
放火によって焼け落ちたロイヤル・タンブリッジ・ウェルズのクリケット競技場ネヴィル・グラウンドのパビリオン

女性参政権運動が行われている間中、目的達成のため多くの戦略がとられた、イギリス中で郵便ポストが燃やされたり酸を注ぎ込まれたり、手紙爆弾の送付が行われた。またイギリス各地で放火や爆発事件が多発した。
この時期に即席爆弾が仕掛けられたのは、クリケット場や競馬場や、ウェストミンスター寺院、セント・ポール大聖堂、イングランド銀行、ナショナル・ギャラリー、鉄道駅などあらゆる場所が対象となった。一部の歴史家はサフラジェットによる組織的なテロリズムであるとしているが、女性史家のジューン・パーヴィスは、「サフラジェットは誰も殺したり傷つけたりしなかった」としてサフラジェットがテロリストであったという見方を否定している。
ロンドン中で続いて放火が起こる中、キューガーデンにあるティーハウスがサフラジェットのオリヴィア・ワリーとリリアン・レントンにより放火された。やはりキューガーデンにあるオーチャード・ハウスもサフラジェットが襲撃したのではないかと考えられてるが、確たる証拠は見つかっていない。

### ハンガー・ストライキ
サフラジェットは政治犯として認められる権利を拒まれ、多くが収監中にハンガー・ストライキに突入した。最初に食事を拒否した女性はマリオン・ウォレス・ダンロップであり、1909年7月に器物損壊でホロウェイ刑務所に1ヶ月収監の刑を宣告されていた好戦的なサフラジェットであった。パンクハーストのようなサフラジェットのリーダーに相談することなく、ダンロップは政治犯としての扱い拒否への抵抗として食事を拒否した。91時間のハンガー・ストライキの後、ダンロップが殉教者となるのを恐れた内務大臣ハーバート・グラッドストーンは健康上の理由による早期釈放を決定した。ダンロップの戦略を他の収監されたサフラジェットも採用した。政治犯としての扱いを拒否されたことに抵抗して食を断つのはサフラジェットがよく行う戦略となり、結果的に数日で釈放されて「戦線」に復帰できるようになった。
サフラジェットの囚人分類について公衆からバックラッシュがあった後、分類規則が修正された。1910年3月、243A規則が内務大臣ウィンストン・チャーチルにより導入され、これにより重罪に問われていないという条件で第二類と第三類の囚人にも第一類の囚人が持つ特定の特権を付与できるということになり、これによって2年にわたるハンガー・ストライキは実質的に終了した。パンクハーストが第二類から第一類に移された際、自分たちの囚人分類についても再考すべきだと考えたサフラジェットたちが抵抗をし、ハンガー・ストライキが再開した。
戦闘的サフラジェットの示威行動はその後より攻撃的になり、英国政府が対策に乗り出した。刑務所で食事を拒否するサフラジェット全員を釈放するのは避けたいと考えた当局は、1909年の秋にハンガー・ストライキ実施者を扱うもっと強硬な対策を採用し始めた。

### 強制摂食

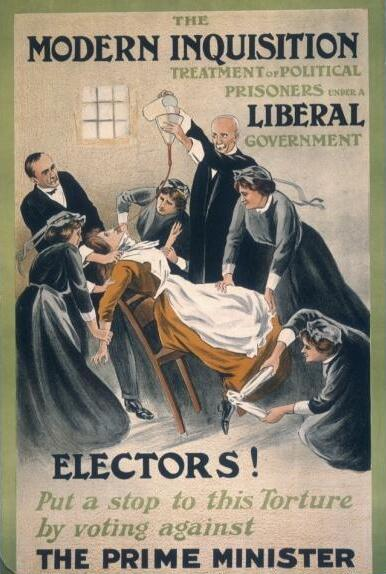
「とある愛国者」('A Patriot')による1910年のポスター。サフラジェットの囚人が強制摂食させられているところを描いている。

1909年9月、内務省は刑期をつとめあげる前にハンガー・ストライキを行っているサフラジェットを釈放することを避けたいと考えた。収監中に死亡すると刑務所がその死の責任を負わねばならなくなるため、サフラジェットは刑務所にとってお荷物な管轄対象であった。刑務所はチューブを用いてハンガー・ストライキ実施者に強制摂食させることをはじめ、多くの場合は鼻チューブ、胃チューブ、胃洗浄器を使用した。強制摂食はこれ以前もイギリスで行われていたが、この使用は食べ物を食べたり飲み下したりできないほど病状の悪い入院患者に限られていた。医療従事者により、病人への適用は安全であるとされていた一方、健康なサフラジェットにとっては強制摂食が健康問題となった。

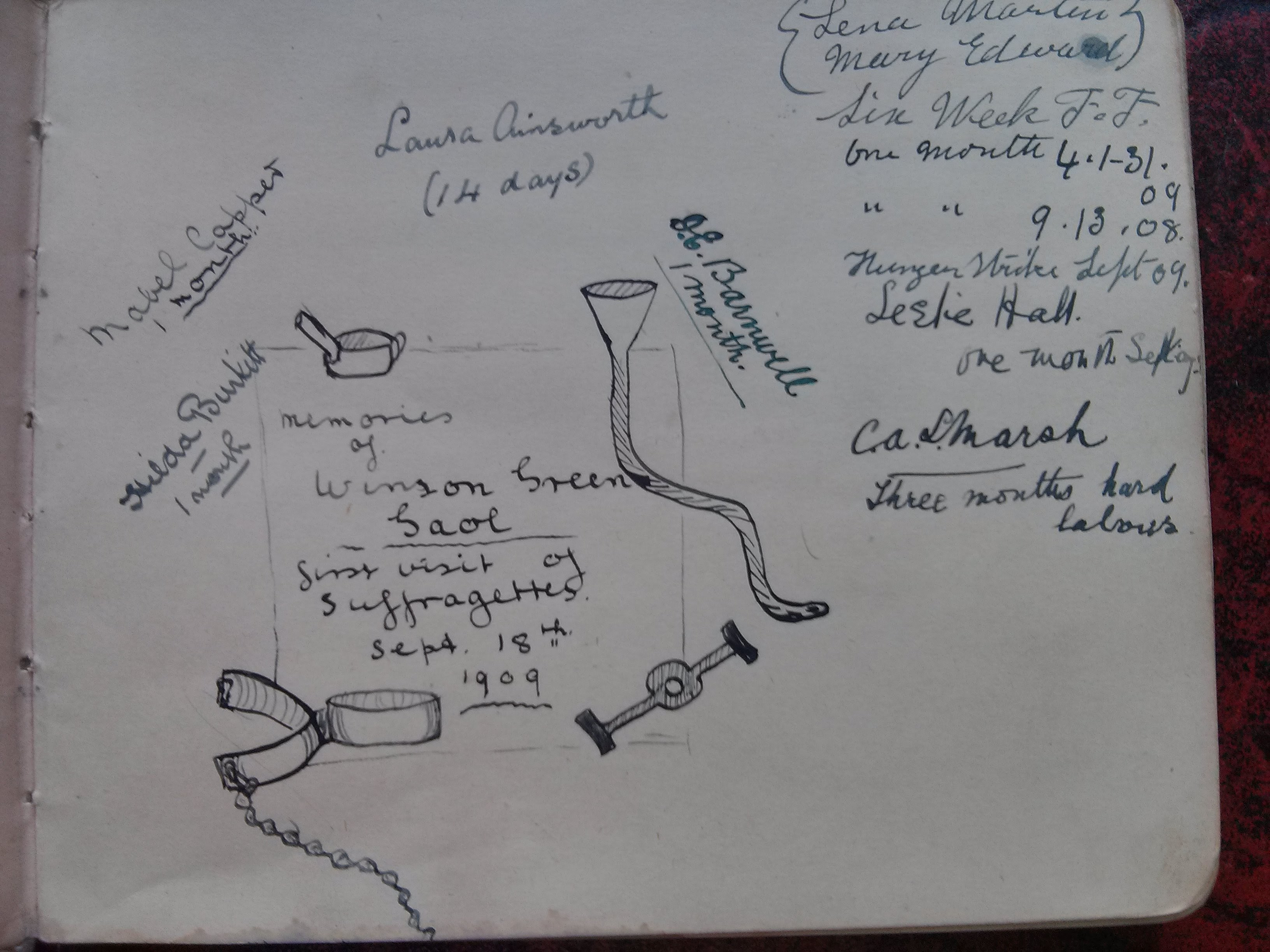
1909年9月18日、ウィンソン・グリーンの思い出。WSPUメンバーで囚人であったメイベル・キャッパーのスクラップブック。

チューブによる強制摂食のプロセスはハンガー・ストライキ実施者の同意なしには極めて困難であり、ハンガー・ストライキ実行者は通常縛られ、しばしばかなりの力で押さえつけられて胃チューブか鼻チューブで強制摂食させられることとなった。このプロセスは大きな苦痛を伴うもので、内科医による観察・研究の後、循環系、消化系、神経系への短期的ダメージと身体及び精神の健康への長期的ダメージの両方をサフラジェットに及ぼす可能性があると指摘された。 強制摂食を受けたサフラジェットの中には、チューブの位置が間違っていた結果、胸膜炎や肺炎にかかるものもいた。

### 法制定
1913年4月、内務省のレジナルド・マッケナは1913年健康悪化による囚人の一時釈放法(Prisoners (Temporary Discharge for Ill Health) Act 1913)、通称「猫とネズミ法」(Cat and Mouse Act)を通過させた。この法によりサフラジェットは健康状態が悪化すると一時的に釈放され、健康が回復すると刑期終了まで収監されることになり、これによりハンガー・ストライキは法制にとりこまれた。この法によりイギリス政府はハンガー・ストライキ実施者が飢えにより死んだり病気になったりすることからくる責任から解放され、さらに収監されていない時はサフラジェットは示威行動に参加できないほど病気で弱っているという言質をとることができるようになった。ほとんどのサフラジェットは、釈放後に再収監された際はハンガー・ストライキを継続した。この法が導入された後、大規模な強制摂食は停止され、重罪に問われていて釈放されると再犯すると考えられる女性のみが強制摂食を受けるようになった。

### ボディガード

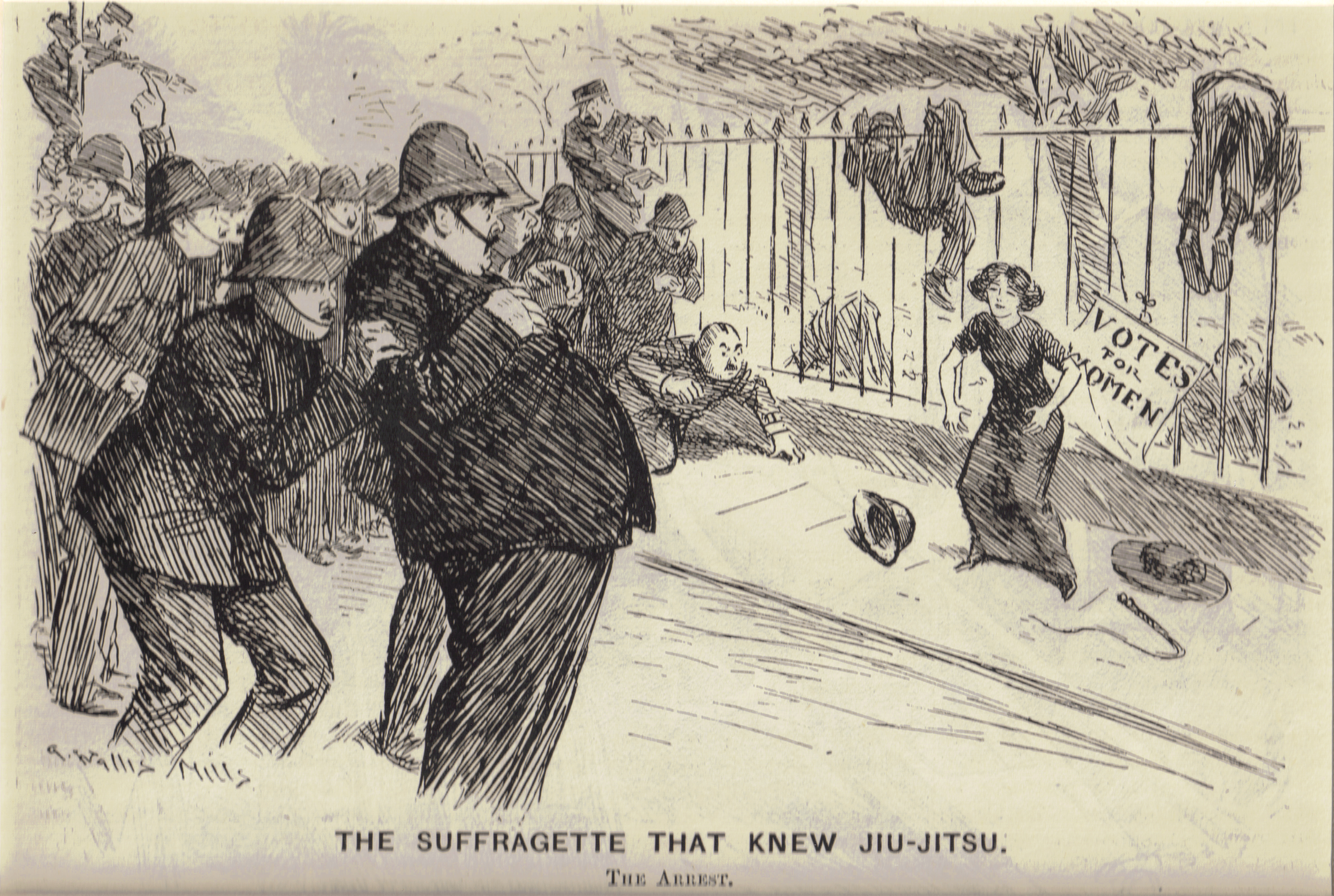
『柔術をするサフラジェット/逮捕』（The Suffragette that Knew Jiu-Jitsu. The Arrest.） 1910年の『パンチ』誌に掲載されたアーサー・ウォリス・ミルズの風刺画

1913年初頭、「猫とネズミ法」に対抗し、WSPUは「ボディガード」として知られる女性の一団を作った。この女性たちの役割は、エメリン・パンクハーストその他の著名なサフラジェットを逮捕や暴行から守ることであった。キャサリン・ウィロビー・マーシャルやガートルード・ハーディングなどがメンバーとして知られている。武道家のイーディス・マーガレット・ガラッドがこの女性たちの柔術師範をつとめた。「ボディガード」のメンバーはリーダーを守るため、警察と戦う暴力的な闘争にも参加した。
「ボディガード」の起源はガラッドがWSPUの会合で発言したことにさかのぼる。公衆の面前で話すサフラジェットはどんどん暴力のターゲットにされ、暴行を受けやすくなっていたため、柔術を教えることは怒っている妨害者に対して女性が身を守る方策となった。 1910年11月18日のブラックフライデー事件では200名のサフラジェットが警察から暴行されており、こうした事件により戦闘的な女性たちは男性の暴力から身を守れるようになる必要を痛感するようになっていた。

### 第一次世界大戦
第一次世界大戦の開始により、イギリスのサフラジェット運動は女性参政権運動からいったん離れ、戦争協力に力を注ぐようになったため、結果的にハンガー・ストライキはほぼ止んだ。1914年8月、イギリス政府は女性参政権運動で収監されていた全囚人に恩赦を言い渡した。エメリン・パンクハーストが全ての戦闘的な女性参政権運動を終了させた直後の出来事であった。サフラジェットが戦争協力に焦点を移したため、世論は1918年の部分的な女性参政権導入に好意的になった。
女性参政権協会全国連盟(NUWSS)は常に「法にかなった」方法を採用していたが、戦争中もロビー活動を継続し、連立政府と女性参政権協会全国連盟の間に合意が形成された。2月6日、1918年国民代表法(Representation of the People Act 1918)が通過し、21歳以上の男性(これ以前にはイギリスの全男性が参政権を持っていたわけではなかった)と最小限の財産要件を満たす30歳以上の女性の参政権が実現した。840万人の女性が投票する権利を得た。1918年11月、1918年に女性資格議会法(Parliament (Qualification of Women) Act 1918)が通過し、女性が議会議員に選出されることが可能になった。1928年国民代表法(Representation of the People Act 1928)によって投票権は21歳以上の全女性に広げられ、10年前に既に男性が得ていたのと同じ条件で投票できるようになった。

## 後世の評価

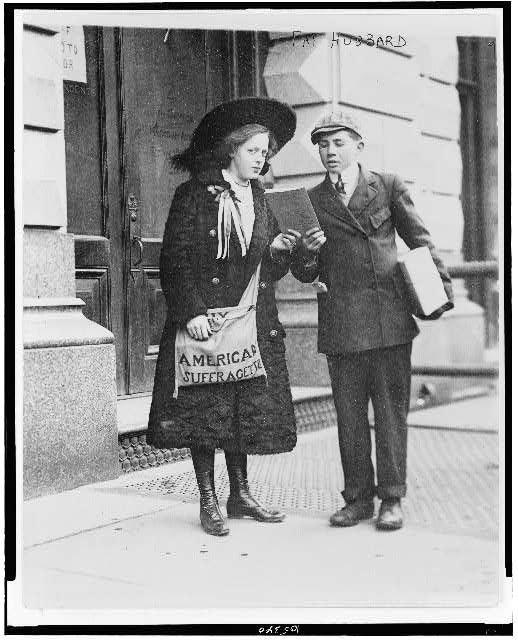
19歳のフェイ・ハバードがニューヨークでサフラジェットの新聞を売る様子(1910年)。

一般的に、歴史家は1906年にパンクハースト母娘(エメリンと娘のクリスタベル及びシルヴィア)のもとでサフラジェット運動が戦闘的になった第一段階において、女性参政権運動に劇的な動員効果がもたらされたと論じている。女性は通りに出て実際に反逆を行うということに興奮をかきたてられ、これを支持した。戦闘的なWSPUと先行するNUWSSの会員は重なっており、相互にサポートをしていた。しかしながらロバート・アンソールが論じているように、広報を行うためにはメディアで高い注目を集め続ける必要があった。ハンガー・ストライキや強制摂食はこうした効果があった。しかしながら、パンクハースト母娘はアドバイスを一切拒否し、自らの戦略をエスカレートさせていった。体系的に自由党の会合を邪魔し、公的な建築物を破壊したり放火をしたりする物理的暴力にも頼るようになり、これは自由党の妨害にはなっても女性参政権についてはあまり効果を及ぼさなかった可能性もある。パンクハースト母娘が第一次世界大戦開始時に戦闘的行動をやめると決め、熱狂的に戦争協力を支持した際、運動は分裂してリーダーの役割は終わった。女性参政権は4年後に実現したが、イギリスにおけるフェミニズム運動はその後、サフラジェットを有名にした戦闘的な作戦を行うことはなくなった。ボブ・ホイットフィールドは、戦闘的なキャンペーンは高い注目を集めるという点で積極的な効果をもたらし、穏健派はよりよい組織化に取り組まざるを得なくなった一方、反対派も増やしてしまい、世論をうまく味方につけることができなくなってしまったと考えている。

## 色

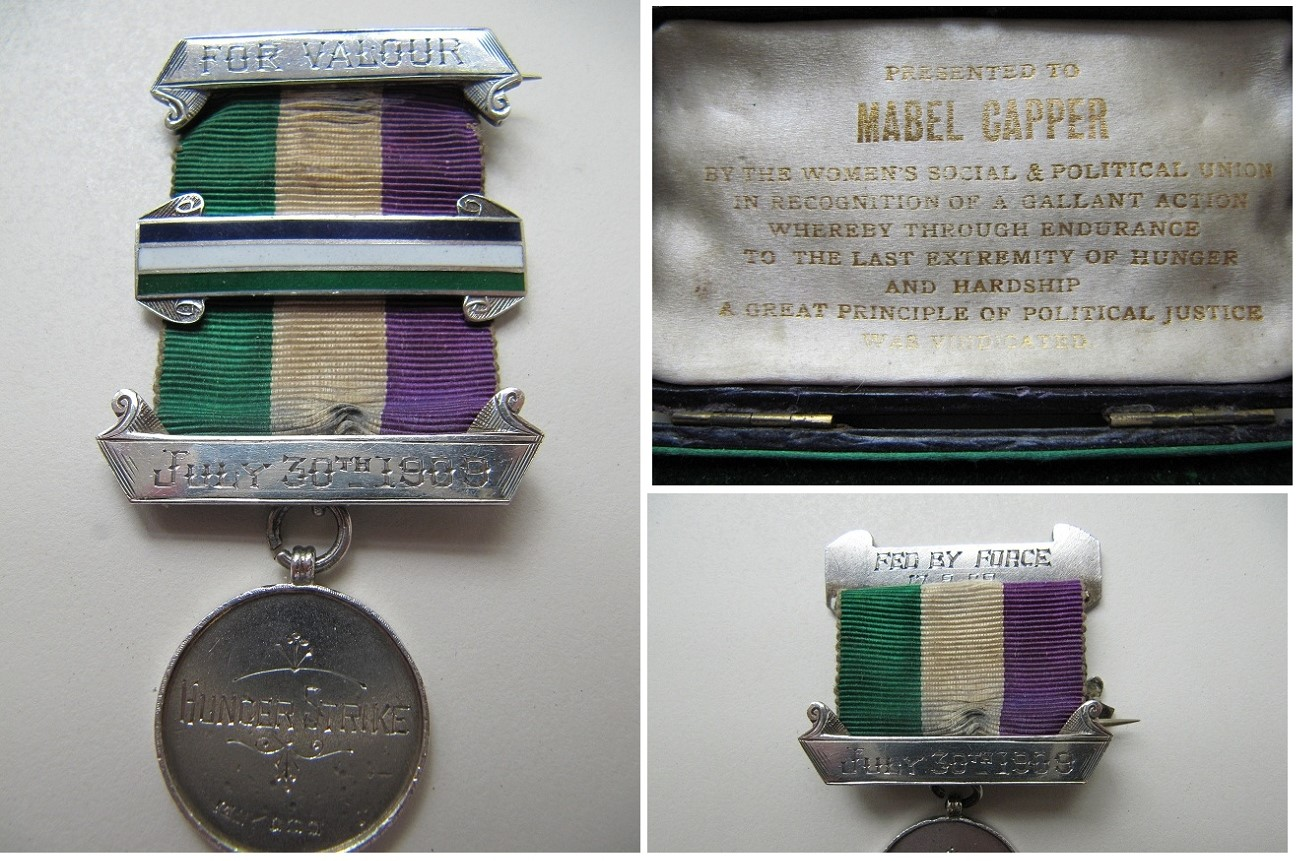
紫、白、緑が使われた1909年7月30日付イギリスWSPUハンガーストライキメダル。「1909年9月17日に強制摂食」とある。バーミンガムのウィンソン・グリーン刑務所で初めてイングランドにおけるサフラジェットの囚人に強制接触が行われたことが、このメイベル・キャッパーに贈られたメダルに記録されている。

1908年から、WSPUは紫、白、緑色の組み合わせを採用していた。紫は尊厳、白は純粋さ、緑は希望を象徴する。この三色はバナー、旗、バラ飾り、バッジなどに用いられた。ハート型のマッチケースもよく持っており、新聞の漫画やハガキにも登場していた。
ロンドンの宝石商、メイピン&ウェッブは1908年のクリスマスにサフラジェットの宝飾品カタログを出している。
1909年、WSPUはサフラジェットのリーダーであるエメリン・パンクハーストとルイーズ・イーツに特注の宝飾品を贈っている。この時期のアーツ・アンド・クラフツ運動の宝飾品にはエナメルやアメシスト、真珠、ペリドットなどの半貴石を用いて紫、白、緑色を組み込んだものもある。しかしながらこうした宝石を組み入れた宝飾品は1903年になる前、19世紀末の時点で既に女性の宝飾品として非常によくあるものであり、WSPUがこの色を採用する前からサフラジェットに結びつけることはできない。さらに、緑(green)、白(white)、紫(スミレ色、violet)という色はGWV、つまり"Give Women Votes"「女性に選挙権を」の頭文字を綴るためのものだというまことしやかな噂も広くささやかれている。
2006年、エッジヒル大学は新しい紋章の色として緑とヘリオトロープ色(紫)を発注したが、これは大学が女性のみのカレッジとして始まって以来、早くから女性の平等にコミットしてきたことを象徴するものである。

## サフラジェットが登場する作品
- この時代を扱ったイギリスのテレビシリーズ『セルフリッジ 英国百貨店』、『アップステアーズ、ダウンステアーズ』、『ダウントン・アビー』などにサフラジェットが登場する。
- 1964年のディズニーのミュージカル映画、『メリー・ポピンズ』に出てくるキャラクターのバンクス夫人はサフラジェット運動を記念する歌"Sister Suffragette"を歌う。
- 1965年の映画『グレートレース』に出てくるマギー・デュボワはサフラジェットである。
- 2008年のテレビ映画『陰謀の報酬』に出てくるヴィクトリア・シンクレアはスパイでありかつサフラジェットである。
- デヴィッド・ボウイは「サフラジェット・シティ」という楽曲をアルバム『ジギー・スターダスト』に収録している。
- 2015年の映画『未来を花束にして』の原題は『サフラジェット』(Suffragette)であり、19世紀末から20世紀初めのイギリスのサフラジェット運動を主題にしている。

## ギャラリー

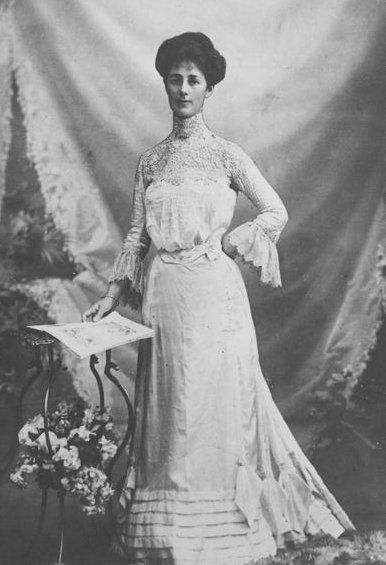
大英帝国ではじめて国政議会選挙に出馬した女性、ヴィダ・ゴールドスタイン。
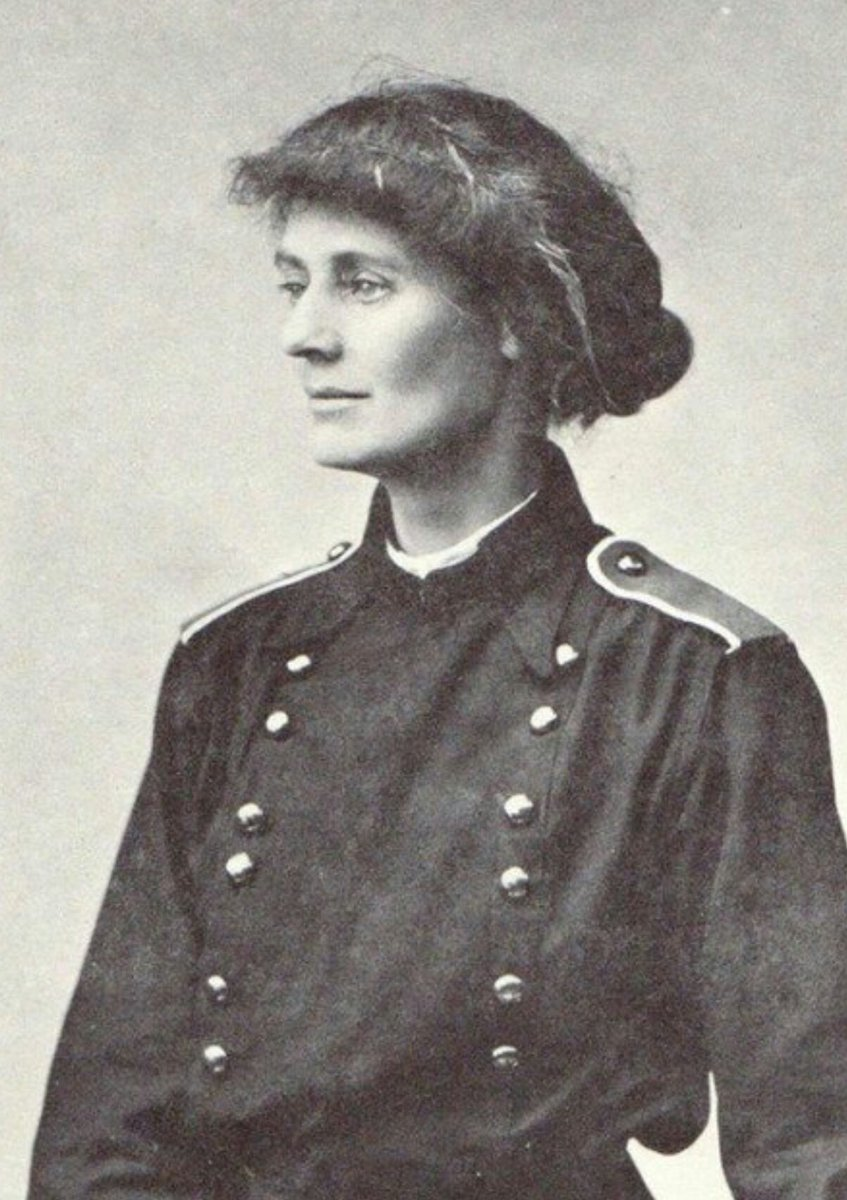
初めてイギリス庶民院の議員に選ばれた女性、コンスタンツ・マルキエビッチ。シン・フェイン党メンバーであったため、登院はしていない。
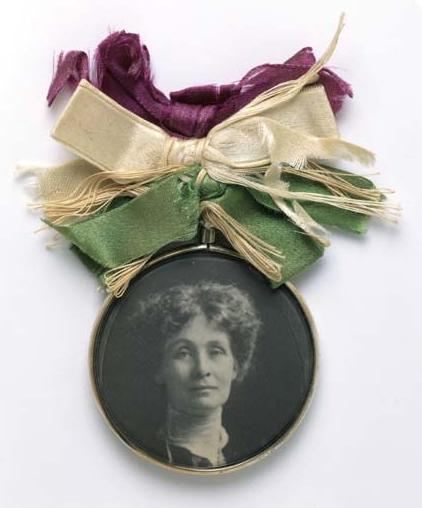
1909年頃のエメリン・パンクハーストの肖像バッジ。資金集めのため、WSPUが大量に販売していた。
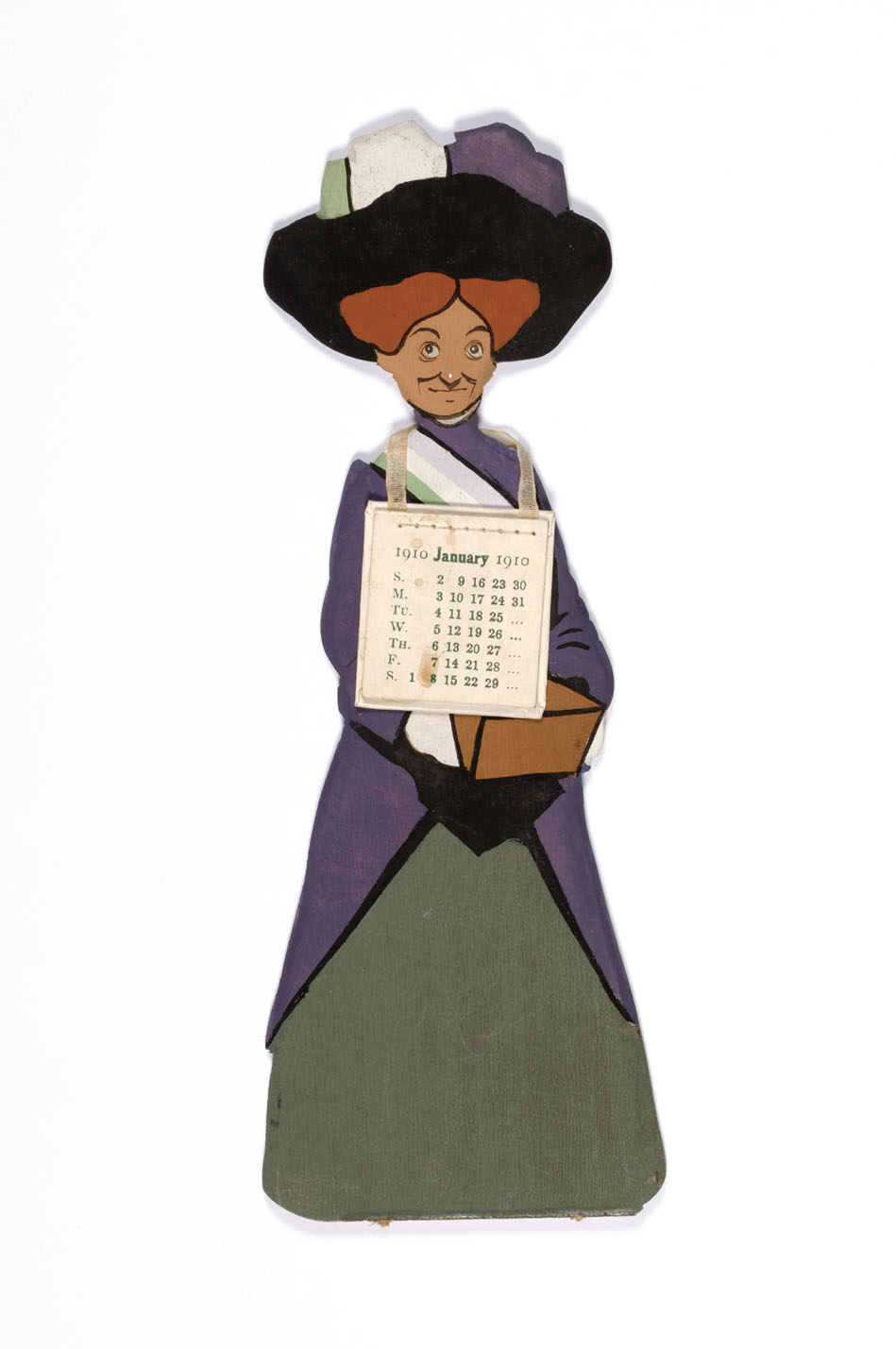
ハーバート美術館が所蔵する、1910年のサフラジェットカレンダー。
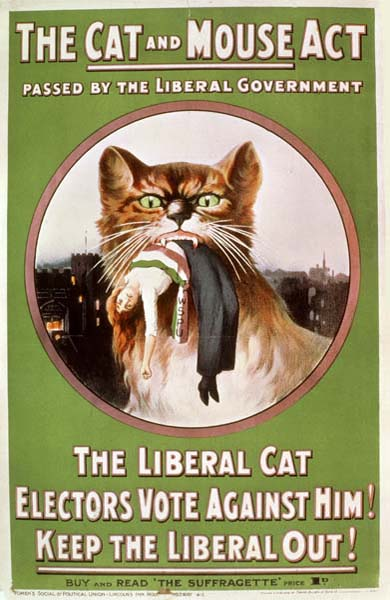
WSPUのポスター(1914年)

### 引用文献
Bolt, Christine (1993). The Women's Movements in the United States and Britain from the 1790s to the 1920s. Amherst, MA: University of Massachusetts Press. ISBN 978-0-870-23866-6
Crawford, Elizabeth (1999). The Women's Suffrage Movement: A Reference Guide, 1866–1928. London: UCL Press. ISBN 978-1-841-42031-8
Geddes, J. F. (2008). “Culpable Complicity: the medical profession and the forcible feeding of suffragettes, 1909–1914”. Women's History Review 17 (1):  79–94. doi:10.1080/09612020701627977. 
Grant, Kevin (2011). “British suffragettes and the Russian method of hunger strike”. Comparative Studies in Society and History 53 (1):  113–143. doi:10.1017/S0010417510000642. 
Harrison, Brian (2013) [1978]. Separate Spheres: The Opposition to Women's Suffrage in Britain. Abingdon: Routledge. ISBN 978-0-415-62336-0
Miller, Ian (2009). “Necessary Torture? Vivisection, Suffragette Force-Feeding, and Responses to Scientific Medicine in Britain c. 1870–1920”. Journal of the History of Medicine and Allied Sciences 64 (3):  333–372. doi:10.1093/jhmas/jrp008. 
Pedersen, Susan (2004). Eleanor Rathbone and the Politics of Conscience. New Haven, CT: Yale University Press. ISBN 978-0-300-10245-1
Purvis, June (1995). “The Prison Experiences of the Suffragettes in Edwardian Britain”. Women's History Review 4 (1):  103–133. doi:10.1080/09612029500200073. 
Williams, John (2001). “Hunger Strikes: A Prisoner's Right or a 'Wicked Folly'?”. Howard Journal 40 (3):  285–296. doi:10.1111/1468-2311.00208. 

### その他の資料
Atkinson, Diane (1992). The Purple, White and Green: Suffragettes in London, 1906–14. London: Museum of London. ISBN 978-0-904-81853-6
Hannam, June (2005). “International Dimensions of Women's Suffrage: 'at the crossroads of several interlocking identities'”. Women's History Review 14 (3–4):  543–560. doi:10.1080/09612020500200438. 
Leneman, Leah (1995). A Guid Cause: The Women's Suffrage Movement in Scotland (2nd ed.). Edinburgh: Mercat Press. ISBN 978-1-873-64448-5
Liddington, Jill; Norris, Jill (2000). One Hand Tied Behind Us: The Rise of the Women's Suffrage Movement (2nd ed.). London: Rivers Oram Press. ISBN 978-1-854-89110-5
Mayhall, Laura E. Nym (2000). “Reclaiming the Political: Women and the Social History of Suffrage in Great Britain, France, and the United States”. Journal of Women's History 12 (1):  172–181. doi:10.1353/jowh.2000.0023. 
    (2003). The Militant Suffrage Movement: Citizenship and Resistance in Britain, 1860–1930. New York, NY: Oxford University Press. ISBN 978-0-195-15993-6
Purvis, June (2002). Emmeline Pankhurst: A Biography. London: Routledge. ISBN 978-0-415-23978-3
Purvis, Jane; Sandra, Stanley Holton, eds (2000). Votes For Women. London: Routledge. ISBN 978-0-415-21458-2
Rosen, Andrew (2013) [1974]. Rise Up Women!: The Militant Campaign of the Women's Social and Political Union, 1903–1914 (Reprint ed.). Abingdon: Routledge. ISBN 978-0-415-62384-1
Smith, Harold L. (2010). The British Women's Suffrage Campaign, 1866–1928 (Revised 2nd ed.). Abingdon: Routledge. ISBN 978-1-408-22823-4
Wingerden, Sophia A. van (1999). The Women's Suffrage Movement in Britain, 1866–1928. Basingstoke: Palgrave Macmillan. ISBN 978-0-333-66911-2

### 一次資料
- Estelle Sylvia Pankhurst. The suffragette; the history of the women's militant suffrage movement, 1905–1910 (New York Sturgis & Walton Company, 1911).